# سیارک ۲۲۸۶۹
سیارک ۲۲۸۶۹ (به انگلیسی: 22869 Brianmcfar، نامگذاری:1999RP190) بیست و دو هزار و هشتصد و شصت و نهمین سیارک کشف شده‌است که در ۱۰ سپتامبر ۱۹۹۹ کشف شد.
قدر مطلق سیارک برابر ۱۰.۷ است.